# نیکولاس دارواس
نیکولاس دارواس (انگلیسی: Nicolas Darvas؛ ۱۹۲۰ – ۱۹۷۷) یک سرمایه‌گذار خودآموخته، رقصنده، و نویسنده اهل مجارستان بود. بیشتر شهرت او به خاطر نوشتن کتابی با عنوان «چگونه در بازار سهام، ۲،۰۰۰،۰۰۰ دلار به دست آوردم» است.

نظریه وی در خصوص خطوط قیمت سهم می باشد 